# Брэдбери (кратер)
Брэдбери — кратер на Марсе, названный в честь американского писателя-фантаста Рэя Дугласа Брэдбери (англ. Ray Douglas Bradbury) Международным астрономическим союзом 15 октября 2015 года, куда впоследствии будет посажен марсоход Кьюриосити. Как заявил директор научной программы MSL Майкл Майер:

«Сегодня у нас есть передвижная астробиологическая лаборатория на поверхности Марса. Сегодня — 92-й день рождения великого писателя, если бы он дожил до этого дня. Он сделал многое для развития нашего стремления изучать космос и первым представил возможность существования жизни на Марсе. С сегодняшнего дня место посадки Кьюриосити будет носить имя Рэя Брэдбери (Bradbury landing)»

| Местонахождение: Марс | Координаты: 3,1 ° 2,06 ° 86,34 ° 85,26 ° | Русское название: Брэдбери | Английское название: Bradbury | Дата именования: 15 октября 2015 года |